# Aud Wilken
Aud Saskia Wilken (Berlino Est, 1965) è una cantante danese.
Ha rappresentato la Danimarca all'Eurovision Song Contest 1995 con il brano Fra Mols til Skagen.

## Biografia
Figlia di padre danese e madre tedesca, Aud Wilken si è trasferita in Danimarca nel 1974. È salita alla ribalta nel 1995 con la sua partecipazione al Dansk Melodi Grand Prix, il programma di selezione del rappresentante danese per l'Eurovision Song Contest, dove ha presentato l'inedito Fra Mols til Skagen. La sua vittoria le ha permesso di cantare sul palco eurovisivo a Dublino, dove si è piazzata 5ª su 23 partecipanti con 92 punti totalizzati. Il suo album di debutto Diamond in the Rough, cantato interamente in lingua inglese, è uscito nel 1999. Aud Wilken ha partecipato nuovamente al Dansk Melodi Grand Prix nel 2007 cantando Husker du, ma non si è qualificata dalla semifinale.

## Discografia

### Album in studio
- 1999 – Diamond in the Rough

### Singoli
- 1995 – Fra Mols til Skagen
- 1999 – Beauty Spoils the Boy
- 1999 – Sweetest Mysery
- 1999 – Tired Hangs the Head
- 2007 – Husker du

#### Come artista ospite
- 1990 – Baby I Need You More and More/I Love You Love Me Love (Master Fatman feat. Aud Wilken)